# Dezg
Dezg (persiska: Qal‘eh Dijag, دزگ بالا, دزگ, Dezg-e Bālā) är en ort i Iran.   Den ligger i provinsen Khorasan, i den östra delen av landet, 800 km öster om huvudstaden Teheran. Dezg ligger 1 712 meter över havet och antalet invånare är 104.
Terrängen runt Dezg är lite bergig.Runt Dezg är det glesbefolkat, med 12 invånare per kvadratkilometer. Närmaste större samhälle är Pīshbar, 12,2 km väster om Dezg. Omgivningarna runt Dezg är i huvudsak ett öppet busklandskap.